# Autário
Autário (540 — Pavia, 5 de setembro de 590) foi rei dos lombardos de 584 até sua morte. Depois que seu pai, Clefo, morreu em 574, a nobreza lombarda recusou-se a nomear um sucessor, em um interregno de dez anos que ficou conhecido como a Regência dos Duques.
Em 574 e 575, os lombardos cometeram o erro de invadir Provença, então parte do reino da Borgonha, cujo rei era Gontrão. Gontrão, juntamente com seu sobrinho, rei da Austrásia, Quildeberto II, invadiram a Lombardia. O exército da Austrásia desceu o vale Adige e tomou Trento.
O imperador bizantino Tibério II, temeroso pela instabilidade na região, começou a negociar uma aliança entre francos e lombardos, o que levaria os duques à escolha de outro rei. Em 584, os duques concordam com a coroação de Autário, filho de Clefo, o último rei assassinado dez anos antes. Estes dão-lhe não só a capital Pavia, mas metade de seus domínios ducais, entregando ao novo monarca a metade de seus bens, e possibilitando assim a reestruturação do reino.
Autário autoproclama-se rei dos ostrogodos e assume o título de "flávio", pretendendo assumir a condição de protetor de todos os povos românicos daquele território. Isto aludia explicitamente à herança do Império Romano do Ocidente e assumia uma declarada posição anti-bizantina.
Autário passou seu reinado em guerras com francos, bizantinos, e rebeldes lombardos. Seu primeiro grande teste foi por fim à revolta de na cidade de Brixelo, comandada pelo general bizantino Droctulfo. Brixelo havia se aliado aos romanos e a batalha teve o seu desfecho final no vale do rio Pó. Após expulsar os rebeldes, ele passou a maior parte do resto de seus seis anos no trono em luta contra os reinados vizinhos e contra o exarca de Ravena, Esmaragdo I.
Autário, quando não controlado pelos exércitos estrangeiros, fez crescer o domínio lombardo, expandido-o à custa do s bizantinos. Com a tomada do vale de Comacchio ele cortou a comunicação entre Pádua e Ravena. Ao mesmo tempo Faroaldo I de Espoleto, capturou o porto de Ravena e a devastou completamente. Autário varreu a península para chegar a Régio, com o voto de tomá-la, voto este que nunca mais seria mantido por nenhum lombardo.
Em uma análise estratégica, Autário derrotou os francos e os bizantinos, pondo fim à sua coalizão, concluindo este feito pela ocupação da ilha Comacina no lago de Como, último domínio bizantino no norte da Itália. Tentando negociar uma paz duradoura com os francos, pretendeu casar-se com uma princesa franca, mas não logrou êxito.
Em questões religiosas, Autário, após a recente fixação na península Itálica da Igreja Católica (e cuja intenção era converter o povo lombardo), proibiu ao povo batizar os filhos segundo os costumes cristãos. Buscava com isto evitar a absorção dos costumes românicos e evitar o controle do Estado lombardo pelo clero e pelo Vaticano.
A aliança com os bávaros levou a uma reaproximação entre francos e bizantinos.
Em 588, Gontrão e Quildeberto II ficaram incomodados com o seu sucesso na Itália e, muitas vezes ameaçados de invasão. Isto mais as pressões do imperador bizantino e do exarca da Ravena fizeram com que ambos atacassem Autário, resultando na derrota de ambos.
Em 15 de maio de 589, ele casou-se com Teodolinda, filha do Duque da Baviera Garibaldo I e, descendente de um rei lombardo. Católica, esta princesa teria grande ascendência e influência entre os lombardos, graças às suas virtudes.
Em 590, Gontrão e Quildeberto II levaram seus exércitos através dos Alpes, atravessaram o Monte Cenis e marcharam contra Pavia. Embora Autário tenha se aquartelado em Pavia, os lombardos foram severamente punidos, mas não derrotados.
Com o reinado de Autário, o reino lombardo conquistou um princípio de estabilidade interna. Autário morreu em Pávia, em 590, possivelmente por envenenamento. Foi sucedido como rei por Agilolfo, duque de Turim, com o consentimento dos demais duques, Teodelinda, que se casou com o novo rei. Ela exerceria entretanto grande influência em seu reinado. Desenvolveram em conjunto uma política que visava o reforço e a defesa da Itália, sobretudo nas fronteiras. Promoveram uma paz estável com os francos e com os ávaros. Todavia as tréguas com os bizantinos seriam sistematicamente violadas o que promoveria o avanço dos lombardos que, até 603, teria seus domínios ampliados, com a inclusão de Parma, Placência Pádua, Cremona, Mântua, Espoleto e Benevento, Toscânia entre outras cidades importantes.